# Colegio de Música de Bakú en nombre de Asef Zeynalli
El Colegio de Música de Bakú (en azerí: Asəf Zeynallı adına  Musiqi Kolleci) es una institución de educación secundaria en Bakú.

## Historia
En 1885 Antonina Yermolayeva, la estudiante del Conservatorio de Moscú, abrió una escuela privada. Ella se convirtió en directora de la escuela. El personal pedagógico de la escuela fue formado principalmente por los graduados de los conservatorios rusos. En 1922 la escuela fue dirigida por el famoso compositor de Azerbaiyán, Uzeyir Hajibeyov.
Desde 1953 el colegio lleva el nombre del compositor Asef Zeynalli.

## Información general
El colegio de música de Bakú es una escuela especial de cuatro años. Aproximadamente 1400 estudiantes estudian y 400 profesores enseñan en este colegio. Actualmente el director del colegio es Nazim Kazimov, el artista de Honor de Azerbaiyán.

## Famosos alumnos
- Khan Shushinski[2]
- Asef Zeynalli
- Said Rustamov
- Ahmad Bakikhanov
- Muslim Magomáyev
- Zeynab Khanlarova
- Mammad Guliyev
- Alim Qasimov
- Lutfiyar Imanov
- Elnur Hüseynov
- Sabina Babayeva
- Flora Karimova
- Valentín Jenevskiy